# Diep in mijn hart (Nelly Verschuur)
Diep in mijn hart is een Nederlandstalig lied. Het is een romantische evergreen en werd een grote hit in Nederland tijdens de Tweede Wereldoorlog. Sindsdien bleef het populair door tal van covers. 
De compositie uit 1943 werd geschreven door Jaap Valkhoff en werd opgenomen door Nelly Verschuur, de vaste zangeres van Dick Willebrandts en zijn dansorkest. Het orkest stond bekend als een van de beste swing-bigbands in Nederland tijdens de oorlog. De opname vond plaats in Studio B van de Nederlandsche Omroep in Hilversum, tussen augustus en december 1943, voor de Deutsche Europa Sender (D.E.S.), een Duitse propagandazender. Het lied werd uitgebracht op single in 1943 door Nelly Verschuur met het orkest van Dick Willebrandts. De opname verscheen op het Decca-label.

## Covers en latere uitvoeringen[1]
Diep in mijn hart werd door tal van artiesten gecoverd.
- Tante Leen (1958) [2]
- Willeke Alberti (1964)[3]
- André van Duin (1977) [4]
- Annie de Reuver (1979)
- Dolf Brouwers (1981)[5]
- Herman Brood (1993, voor de film Rock 'n' Roll Junkie)[6]
- Gerard Cox (2001)